# Crawlspace (película de 2012)
Crawlspace es una película estrenada en octubre del 2012, dirigida por Justin Dix. 
Un equipo de comandos de élite son enviados a una base militar secreta para extraer a un equipo de científicos bajo ataque de los presos que se han escapado.

## Argumento
Después de recibir una señal de auxilio, un equipo de comandos de élite es enviado para extraer a un equipo de científicos de una base militar secreta. Al equipo se le ordena disparar a matar a todos los prisioneros que encuentren, cuando llegan a la base los comandos se dividen en tres equipos, sin embargo cuando el equipo "Eco 3" liderado por el sargento Romeo (Ditch Davey) desobedece las órdenes cuando se encuentran con una de las prisioneras: Eve (Amber Clayton), a quien Romeo reconoce como su esposa muerta. Confundido por lo sucedido, Romeo comienza a preguntarse cómo es posible que esté viva (luego de que durante una operación en donde su cobertura era hacerse pasar por esposos, se enamoraran y decidieran huir juntos, pero cuando él había regresado, ella había desaparecido), sin embargo Eve le dice que no recuerda nada, ni siquiera cómo llegó hasta la base.
Los otros integrantes del equipo Eddie "Fourpack" (Eddie Baroo), Will "Kid" (Fletcher Humphrys) y Diane "Wiki" (Peta Sergeant), no están de acuerdo con dejar con vida a Eve, pero finalmente aceptan que los acompañe. Mientras el equipo intenta encontrar una salida luego de escuchar una señal de ayuda por parte del equipo principal, son atacados por un gorila mutante quien mata a Kid, la tensión entre el equipo comienza a aumentar y se preguntan qué clase de experimentos se estaban haciendo en la base. Diane queda destrozada por la muerte Will, su pareja y cuando Eve la toca le dice que está embarazada, asustada Wiki le apunta a Eve y le exige saber cómo es que ella sabía que estaba embarazada con solo tocarla sin embargo Romeo logra tranquilizarla.
Cuando el equipo se encuentra con el científico líder Darius "Caesar" (Nicholas Bell), el científico Matthews (Samuel Johnson) y su acompañante Emily (Ngaire Dawn Fair), les exigen respuestas, sin embargo Caesar solo les dice que Eve es una arma importante y peligrosa, Matthews les dice que todo es culpa de Eve y que ella es la responsable de todo lo sucedido, sin embargo Caesar les dice que no es verdad, cuando Romeo amenaza a Matthews, este finalmente les revela que la base había estado siendo utilizada para experimentos cerebrales en sujetos, lo que ocasiona que Eve se angustie y le exige a Matthews que revierta lo que le habían hecho en su cerebro, sin embargo este le dice que si lo hace ella moriría, aunque el equipo se vuelve hostil hacia los científicos aceptan que los acompañen.
Cuando el equipo recibe disparos por parte de Elvis (John Brumpton), uno de los integrantes del otro comando, Romeo intenta calmarlo, sin embargo no lo logra y Elvis alucinando termina suicidándose disparándose en la cabeza, cuando Romeo se acerca hacia el prisionero este casi lo obliga a dispararle a su propio equipo, sin embargo Fourpack mata al prisionero y salva a Romeo. 
Poco después Caesar le explica a los comandos que los prisioneros tiene poderes psíquicos, los cuales mejoraron a través de los experimentos, molestos por las mentiras de los científicos el equipo decide abandonar a los científicos y sacar a Eve de la base. Cuando Wiki sigue insistiendo en que lo mejor era matar a Eve, ella usa sus poderes y ocasiona que Wiki alucine que está siendo atacada por un perro (animales que odia), lo que ocasiona que Wiki accidentalmente se mate clavándose un cuchillo en la garganta, mientras intentaba salvarse del perro. Cuando el tercer equipo de comandos los encuentra intentan matar a Eve, Romeo y Fourpack, y en la confusión de la explosión Eve y los soldados se separan, usando una consola de seguridad Caesar dirige a Eve hacia Matthews (quien había huido del equipo durante una de las confrontaciones), y salva a Romeo y a Fourpack de los otros comandos quienes intentaban matarlos.
Cuando Eve se encuentra con Matthews este le revela que ella estaba compuesta por dos sujetos, uno que tenía un carácter fuerte que había consentido el procedimiento y uno que tenía una personalidad débil, también le dice que él nunca estuvo de acuerdo con los experimentos, sin embargo cuando Eve ve el video en dónde estaba siendo entrevistada, se revela que su verdadero nombre es Sandra Bloom, una mujer que sufría de alucinaciones y que había intentado matarse, conforme sigue viendo el video Eve descubre que Matthews le había mentido y que desde el inicio había sido cómplice de su secuestro y del experimento, después de una lucha, finalmente Eve gana y usa sus poderes psíquicos obligándolo a suicidarse.
Romeo y su mejor amigo Fourpack deciden huir de la base, sin embargo cuando se encuentran con Eve, ella ocasiona que Fourpack se suicide haciéndole creer que se estaba quemando, lo que deja a Romeo destrozado. Eve usa de nuevo sus poderes para convencer a Romeo de que la saque de la base, sin embargo cuando Caesar los encuentra la detiene, molesta Eve comienza a matar a Emily y  mientras hace esto Caesar revela a Romeo que Eve no era su esposa y que ella había usado sus poderes psíquicos para meterse en sus recuerdos y poner su imagen en su memoria, finalmente Eve ataca a Caesar y ocasiona que su cabeza explote, matándolo al instante.
Después de lo sucedido Eve le dice a Romeo que envidiaba el amor que él tenía por su esposa (Elise Jansen), cuando Eve recuerda el anillo que Romeo estaba usando al inicio, se revela que Romeo había sido el responsable de la muerte de su compañera después de que le mintiera y le hicieran creer que ella había traicionado al gobierno y lo obligaron a matarla ahogándola para probar su lealtad, Eve le dice que el amor que su compañera tenía por él era verdadero, lo que deja destrozado a Romeo. 
Romeo finge una atracción hacia Eve y cuando ella se acerca él saca una bomba la cual detona, sin embargo esta solo mata a Romeo y a Eve solo la deja inconsciente por un tiempo, cuando Eve despierta tiene un recuerdo del día de su operación en la base, en donde recuerda que la otra mitad que le pusieron en su cerebro era la personalidad de un alíen. Eve logra huir de la base y mientras la ve a lo lejos las instalaciones explotan.

## Reparto

### Reparto principal
- Ditch Davey como Romeo, soldado y jefe del equipo "Eco 3".
- Eddie Baroo como Eddie "Fourpack", soldado y miembro del equipo "Eco 3".
- Amber Clayton as Eve/Sandra Bloom, prisionera de la base militar.
- Fletcher Humphrys como Will "Kid", soldado y miembro del equipo "Eco 3".
- Peta Sergeant como Diane "Wiki", soldado y miembro del equipo "Eco 3".
- Nicholas Bell as Darius "Caesar", científico.
- Samuel Johnson como Matthews, médico y científico.
- Ngaire Dawn Fair como Emily.

### Reparto Secundario
- Elise Jansen como la soldado y esposa de Romeo.
- John Brumpton como Elvis, soldado y miembro del equipo "Eco 2".
- David Whiteley como el general, soldado y miembro de los comandos.
- Bridget Neval como una soldado "Banshee", miembro de los comandos.
- Amos Phillips	como un soldado "Yeti", miembro de los comandos.
- Leslie Simpson como John McKinny.

## Premios y nominaciones
| Año  | Categoría                   | Premio                  | Nominado                                                          | Resultado |
| ---- | --------------------------- | ----------------------- | ----------------------------------------------------------------- | --------- |
| 2014 | Best Feature Film           | FilmQuest Cthulhu Award | Justin Dix, John Finemore, Nicholas Sherry & Wicked of Oz Studios | Ganaron   |
| 2014 | Best Sound                  | FilmQuest Cthulhu Award | Paul Pirola                                                       | Ganó      |
| 2012 | Best Special Effects Makeup | Festival Trophy Award   | Justin Dix & Wicked of Oz Studios                                 | Ganaron   |
| 2012 | Best Score                  | Festival Trophy Award   | Jamie Blanks                                                      | Ganó      |
| 2012 | Best Special Effects        | Festival Trophy Award   | Wicked of Oz Studios                                              | Ganaron   |
| 2012 | Best Musical Score          | Festival Trophy Award   | Jamie Blanks                                                      | Ganó      |

## Producción
Durante una entrevista para "Dread Central", Justin Dix citó a John Carpenter, Ridley Scott y a J.J. Abrams como inspiraciones para la película. La producción de la película Crawlspace fue realizada en Docklands Studios Melbourne por 23 días y la posproducción tomó seis meses.

## Estreno
El IFC Films adquirió los derechos para distribuir la película en Norteamérica, el estreno norteamericano fue el 18 de octubre del 2012 durante el "Screamfest Horror Film Festival".

## Recepción
La película recibió comentarios mixtos, Matt Donato del "We Got This Covered", calificó la película con 2 de 5 estrellas llamándolo "un lío descuidado". Brad McHargue del "Dread Central" calificó a la película con 2.5 de 5 estrellas, por otro lado Scott Weinberg del "Fearnet" felicitó a los cineastas por tratar de hacer una película cerebral. Chris Holt del Starburst calificó a la película con 5 de 10 estrellas y criticó la falta de coherencia y desarrollo de la película.
Sin embargo en una revisión postivica, Mark Adams del "Screen Daily" llamó a la película "muy familiar" pero sólida y emocionante. Brian Clark del "Twitch Film" estuvo de acuerdo.